# Magda Roos

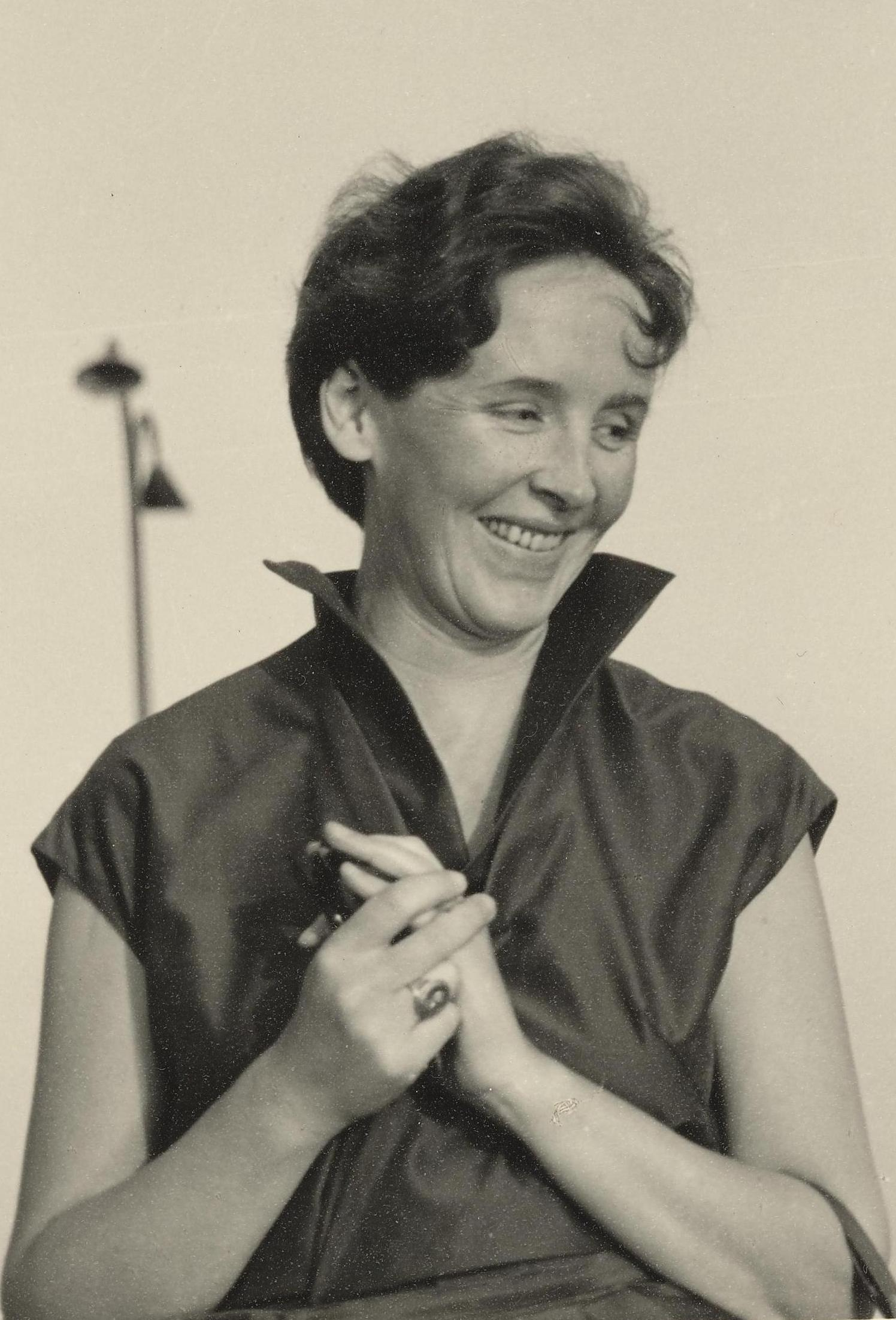
Magda Roos, Alte Liebe Cuxhaven

Magda Roos (* 29. April 1920 in Cuxhaven; † 16. Juli 1976 in Cuxhaven) war eine deutsche Malerin.

## Biografie
Magda Roos war die jüngste Tochter eines rheinländischen Kaufmanns und einer Cuxhavenerin. Sie absolvierte die Volksschule und das Cuxhavener Mädchen-Gymnasium. Bereits 1937 studierte sie an der Hansischen Hochschule für bildende Künste in Hamburg-Uhlenhorst. Dort erlernte sie die unterschiedlichen Zeichen- und Maltechniken, auch die vergangener Epochen. Zum Abschluss ihrer Studien ging sie Anfang der 1940er Jahre nach München an die Akademie der bildenden Künste.

Akademische Lehrer waren u. a. Paul Bollmann, Willy Habl, Hugo Meier-Thur, Rudolf Neugebauer, Werner Kloos und Eduard Steinbach.
Während ihrer Dienstverpflichtung als technische Zeichnerin bei BMW in München lernte sie den Wissenschaftler und Ingenieur Richard Modlinger kennen, den sie 1944 heiratete; beide hatten den Sohn Andreas. Nach ihrer Scheidung im Jahr 1958 wohnte sie in Hamburg und dann wieder in Cuxhaven in der Schillerstraße. 1968–1969 gestaltete sie die Kolumne „Bürger Cux meint ...“, die in der Cuxhavener Zeitung erschien. Diese in ihrer Familie lange diskutierte Personifizierung war auch Ausgangspunkt für das bekannte Cuxhavener Maskottchen JAN CUX, das im Jahr 1972 seine seither bekannte Form erhielt. Erste Entwürfe ihres Schwagers, des Grafikers Kurt Moldenhauer, entstanden dazu Anfang der 1950er Jahre aufgrund gemeinsamer Ideen mit Magda Roos. Als Hommage an ihre Heimatstadt schrieb sie 1970 die Cuxhavener Geschichten, Stationen ihrer Jugend umfasst die Biographie „FELOMA“ – weitere Erzählungen wurden bisher nicht veröffentlicht.
Ehrungen

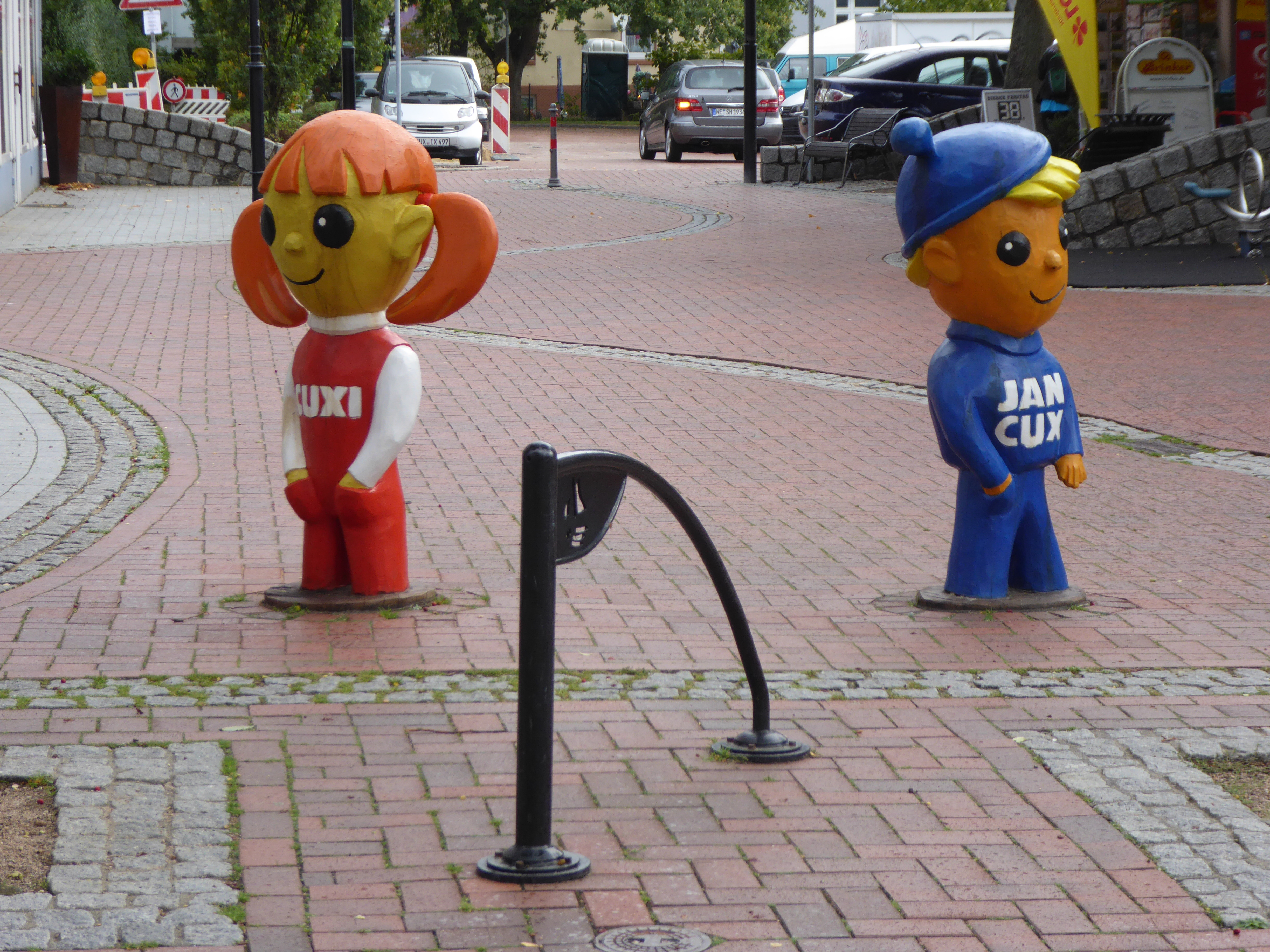
Jan Cux und Cuxi, Cuxhaven, Magda-Roos-Platz

- Der Magda-Roos-Platz in Cuxhaven im Zentrum des Lotsenviertel wurde nach ihr benannt.
- Eine Gedenktafel befindet sich am Geburtshaus Schillerstraße 33.

## Werk
Etwa 400 Gemälde, mehr als 1.000 Zeichnungen, mehrere Geschichten.
Zitat aus Magda Roos – Portrait einer Künstlerin, 1997 der Kunsthistorikerin Anja Schmidt (nunmehr Anja Römisch): „Eine Künstlerin jener Zeitepoche, die, so kann man behaupten, zu Unrecht beinahe in Vergessenheit geriet, ist Magda Roos. Ihre Bilder zeichnet eine spezielle und sehr eigene Dynamik sowie ein ganz persönlicher, unverwechselbarer Stil aus, der beachtenswert erscheint. Fern ab der Kunstzentren entwickelt sie in den 50er und 60er Jahren eine Bildform, die unbeeinflußt bleibt von den Zeitströmungen jener Jahre, und die es heute noch vermag, die Betrachter in Bann zu ziehen.“

## Einzelausstellungen (Auszug)
- 1996: Haus 44, Cuxhaven
- 2010: Schloss Ritzebüttel, Cuxhaven
- 2012: Bürgerhaus Unterföhring, Unterföhring bei München
- 2016: Kabinett Kulturinformation, Cuxhaven
- 2016: Künstlerhaus im Schlossgarten: Saison in Cuxhaven[4]
- 2018: Hapag-Hallen, Cuxhaven
- 2020: Rathaus Unterföhring, Unterföhring bei München
- 2020: Schloss Ritzebüttel, Cuxhaven

## Werke (Auswahl)
Nahezu das gesamte Werk befindet sich im Privatbesitz.
Bilder
- Hafenkneipe, 1966, Öl auf Hartfaserplatte, 60 cm × 90 cm
- Sommercafe, 1962, Öl
- Bonne Nuit, Berliner Bär, 1960, Federzeichnung

Bücher
- Cuxhavener Geschichten. KCM-Verlag 2008/2018, ISBN 978-3-9812250-1-3
- FELOMA. KCM-Verlag 2010, ISBN 978-3-9812250-2-0

## Publikationen
1968 bis 1969 Gestaltung der in der Cuxhavener Zeitung erschienen Kolumne „Bürger Cux meint ...“. Diese in ihrer Familie seit langem diskutierte Personifizierung war auch Ausgangspunkt für das bekannte Cuxhavener Maskottchen Jan Cux, das im Jahr 1972 seine seither bekannte Form erhielt. Erste Entwürfe ihres Schwagers, des Grafikers Kurt Moldenhauer, entstanden dazu Anfang der 1950er Jahre aufgrund gemeinsamer Ideen mit Magda Roos.